# ゲラ・アプラシゼ
ゲラ・アプラシゼ（グルジア語: გელა აფრასიძე、グルジア語ラテン翻字: Gela Aprasidze、1998年1月14日 ‐ ）は、ジョージアのラグビーユニオン選手。ポジションはスクラムハーフ。トップ14USAペルピニャン所属。

## 概要
ジョージア代表。2017年ワールドラグビーU-20チャンピオンシップでU-20ジョージア代表に選出された。
2017年にフランスのトップ14モンペリエ・エロー・ラグビーと契約。当初はスクラムハーフのポジションでルアン・ピナール、ブノア・パイヨーグ、エンツォ・サンガに次ぐ4番手であったが、彼らの負傷によって出場機会を獲得。クラブデビューは欧州カップでのエクセター戦であった。